# Sanctity
Sanctity (engl. für Heiligkeit) war eine US-amerikanische Thrash-Metal-Band aus Asheville, North Carolina.

## Geschichte
Die Band wurde im Jahre 2000 vom Gitarristen Zeff Childres und Bassisten Jeremy London gegründet. Beide kennen sich bereits aus früher Kindheit und spielten während ihrer High-School-Zeit in verschiedenen Bands. Da beide mit der Musik dieser Bands unzufrieden waren, beschlossen sie, ihre eigene Band zu gründen. London wechselte vom Bass zum Schlagzeug. Die Band spielte einige Konzerte, bei denen sie ihren Sänger Jared MacEachern kennenlernten. Da die Band einen Sänger suchte, beschloss MacEachern, das College zu verlassen und schloss sich der Band an.
Die Band schrieb eigene Songs und produzierte zwei EPs in Eigenregie. Alleine 2005 spielte die Band 190 Konzerte und teilte dabei die Bühne mit Bands wie Fear Factory, Mastodon, Nile, Still Remains oder Trivium. Dessen Sänger Matthew Heafy empfahl dem Roadrunner-A&R Monte Conner die Band. Sanctity schickten ihre zwei EPs zusammen mit einer selbst zusammengestellten DVD an Conner. Ihm gefiel die Musik und bat die Band um ein Demo, das von Jason Suecof (u. a. Trivium) produziert wurde. Um die Aufnahmen zu finanzieren, spielte die Band ein Benefizkonzert. Conner war angetan und bat die Band um mehr Lieder. Nach einem zweiten Demo nahm Conner die Band schließlich unter Vertrag.
Vor den Aufnahmen zu ihrem Debütalbum Road to Bloodshed verließ Bassist Billy Moody die Band. Er wurde durch Derek Anderson ersetzt. Das Album wurde am 20. April 2007 veröffentlicht. Im April/Mai 2007 ging Sanctity zusammen mit Trivium und Annihilator auf Tour durch Europa. Ein Jahr später verließen MacEachern und Anderson die Band. Später löste sich die Band auf.
Im Juni 2013 wechselte der Sänger Jared MacEachern als neuer Bassist und zweiter Sänger zu Machine Head.

## Diskografie
- 2003: Demo (Demo)
- 2004: Bedroom Sessions (Demo)
- 2007: Road to Bloodshed